# ヤーナ・サヴォライネン
ヤーナ・サヴォライネン（Jaana Savolainen、1964年1月23日 - ）は、フィンランド、キュミ州ラッペーンランタ（現在は南カルヤラ県下)出身の元クロスカントリースキー選手。1980年代から1990年代に国際大会で活躍した。
1986年のホルメンコーレンスキー大会10kmで優勝、1988年の1988年カルガリーオリンピックではピルッコ・マーッタ、マルヤ＝リーサ・キルヴェスニエミ、マルヨ・マティカイネンとともに4×5kmリレーで銅メダルを獲得した。自国開催の1989年ノルディックスキー世界選手権では同じく4×5kmリレーでマーッタ、キルヴェスニエミ、マティカイネン、サヴォライネンのチームで金メダルを獲得した。
クロスカントリースキー・ワールドカップ通算2勝（2位1回、3位1回）、総合は1985-1986シーズンの8位が最高位である。